# Caleodinus fairmairei
Caleodinus fairmairei – gatunek chrząszcza z rodziny sprężykowatych i podrodziny Prosterninae. Jedyny gatunek monotypowego rodzaju Caleodinus.

## Taksonomia
Gatunek opisany został w 1900 przez Ernesta Candèze'a i nazwany na cześć Léona Fairmaire'a.

## Występowanie
Gatunek ten jest endemitem Madagaskaru.